# 국립대구과학관
국립대구과학관(國立大邱科學館, Daegu National Science Museum)은 대한민국 과학기술정보통신부 산하 법인으로 청소년들에게 과학기술에 대한 호기심과 흥미를 유발시킬 수 있는 기획 전시물 전시와 전시 체험의 장을 제공하기 위하여 설립되었다. 국립대구과학관장은 상임으로 이사장을 겸한다. 이사회에는 임원으로 10명 이내의 이사와 감사 1명을 둔다. 대구광역시 달성군 유가읍 테크노대로6길 20에 위치하고 있다.
상설전시관, 특수영상관, 기획전시실, 꿈나무과학관, 야외과학마당 등의 시설이 있다.

## 시설 현황[2]

### 규모
부지 면적만 117,174㎡, 과학관 본관 면적이 21,883.52㎡나 되는 대구 최대 규모의 과학 박물관이다.

### 주요 시설
상설 전시관이 1관부터 4관까지 있으며 1관부터 자연과학, 미래과학, 생명과학, 과학문명을 소개하고 있다.
1층 특수영상관에선 4D로 만든 과학 영상을 시청하거나, 천체투영관으로 이동해 별을 관찰할 수 있으며, 2층과 3층에 각각 위치한 꿈나무과학관에선 아이들을 맞춤으로 한 과학, 인공지능과 자동화에 관한 과학에 대해 배울 수 있다.
과학관 야외엔 놀이터와 디지털 기술로 재현한 성덕대왕신종이 있다. 풋살장과 농구장도 있지만 예약 후 사용 가능하다.

### 편의 시설
1층 좌측에 푸드코트, 편의점, 카페 등의 시설이 있으며, 수유실, 구급실 등의 시설도 존재한다.

## 설립 근거
- 과학관의 설립·운영 및 육성에 관한 법률[3]

## 연혁
- 2008년 6월 12일 인재육성지원센터 건립계획 수립
- 2008년 10월 1일 국립대구과학관 건축물 설계 발표
- 2008년 11월 27일 롯데장학재단과 MOU 협정체결
- 2009년 5월 25일 국립대구과학관 기공식
- 2010년 9월 7일 국립대구과학관 건축 완공
- 2010년 12월 6일 천체투영관 천체투영시스템 완공
- 2011년 2월 15일 국립대구과학관 운영규정에 관한 훈령 제62조에 의거 독립 운영체제 구축
- 2011년 2월 24일 국립대구과학관 전시체험관 완공
- 2011년 3월 30일 국립대구과학관 개관식
- 2012년 10월 9일 국립대구과학관 준공 완료
- 2013년 6월 국립대구과학관 법인설립등기
- 2013년 6월 11일 초대 조청원 관장 취임
- 2013년 7월 3일 채용비리 관련 언론 보도(경향신문)[4]
- 2013년 7월 25일 국립대구과학관장 해임 요구안 통과[5]
- 2013년 12월 9일 2대 강신원 관장 취임
- 2013년 12월 24일 국립대구과학관 정식개관
- 2015년 1월 29일 기타공공기관 지정(기획재정부)
- 2015년 8월 1일 과학관 관람객 백만명 돌파
- 2016년 1월 1일 3대 김덕규 관장 취임
- 2018년 2월 5일 4대 김주한 관장 취임
- 2020년 3월 2일 공동직장어린이집 개원
- 2021년 2월 13일 관람객 500만명 돌파
- 2021년 4월 12일 5대 백운기 관장 취임
- 2021년 12월 29일 꿈나무과학관(2층 아이들월드, 3층 모빌리티움) 개관
- 2022년 12월 12일 상설전시3관(생명의 진화관) 개관식 개최 및 임시 개관
- 2023년 1월 3일 생명의 진화관 정식 개관
- 2023년 4월 19일 꿈나무도서관 개관(꿈나무과학관 3층) - 지역민을 위한 과학과 문화생활이 어우러지는 복합공간
- 2023년 9월 26일 과학기술문명사관 개관(본관 1층, 사이언트리홀 옆) - 시간 측정의 과학기술 역사
- 2024년 6월 5일 6대 이난희 관장 취임

## 조직

### 이사회
- 감사

### 국립대구과학관장 (이사장 겸직)
- 대외협력실(직속부서)

경영기획본부
- 기획예산실
- 경영지원실
- 시설안전센터

#### 전시교육본부
- 전시기획실
- 과학문화실
- 과학교육실
- 전시운영센터

## 교통
- 설화명곡역에서 급행 4 또는 655를 타거나, 진천역에서 급행 8-1을 타면 올 수 있다.
- 동대구역, 2.28기념중앙공원에서 직행 2를 타면 올 수 있다.

## 사건·사고 및 논란

### 직원에 갑질, 부당한 수당 집행, 이상한 인사[7][8][9][10][11][12][13]
- 과학기술정보통신부 종합감사를 통해 각종 비리 행위가 드러남

### 국립대구과학관 대규모 채용비리 24명 중 20명 부정, 관장 해임[14][15][16][17][18]
- 직원 채용비리로 경찰수사를 받은 국립대구과학관이 경찰로부터 부정합격자로 통보 받은 인원 20명 중 11명을 그대로 채용함

### 2018 국립대구과학관 종합감사 결과[19]
부하직원에 대한 갑질, 강요 행위, 인사비리, 임원 보수 지급이 부적정한 것으로 드러나는 등 심각한 것으로 보고됨
| 일련 번호 | 건 명 | 처분 종류 |  |
| --------- | --- | --------- |  |
| 1         | 직위를 이용한 부당한 사적노무 요구 등 갑질 행위 · 직위를 이용하여 부하직원에게 2회에 걸쳐 사적 노무를 제공할 것을 강요하거나, 개인 용무를 위한 차량운행을 강요하였으며 감사가 진행되자 사적 노무를 지시한 사실의 은폐 시도 및 관련자에게 허위진술할 것을 강요 | 징계      |  |
| 2         | 조직개편 및 승진 부적정 · 인사위원회를 거치지 않고 승진 임용 등 | 경고      |  |
| 3         | 외부강의 미신고 · 자문을 실시하고 외부강의를 미신고함 | 주의      |  |
| 4         | 계약직 채용 등 인사업무 부적정 · 계약직원 채용 시 자격 요건에 미달되는 지원자를 합격 처리하거나 직위해제 처분 등을 받은 이력이 없는데도 허위사실을 근거로 승진후보자 대상에서 제외하는 등 자신의 승진을 위하여 업무담당자에게 부당 지시                       | 통보 경고 |  |
| 5         | 임원 보수지급 부적정 · 임원의 급여는 이사회에서 정하도록 되어 있으나 자체 급여 규정 시행규칙을 개정하여 직책수당, 중식보조비 등을 부당 하게 신설하여 지급 | 경고 시정 |  |

## 같이 보기
- 국립중앙과학관
- 국립과천과학관
- 국립광주과학관
- 국립부산과학관